# Otoblastus maculator
Otoblastus maculator är en stekelart som beskrevs av Dmitriy R. Kasparyan 1999. Otoblastus maculator ingår i släktet Otoblastus och familjen brokparasitsteklar. Inga underarter finns listade i Catalogue of Life.